# Rosa onoei
Rosa onoei — вид рослин з родини трояндових (Rosaceae).

## Поширення
Вид зростає в центральній і південній Японії.

## Таксономія
Синоніми: Rosa micro-onoei Nakai, Rosa sikokiana Koidz., Rosa yakualpina Nakai & Momiy.
Підвидові таксони: Rosa onoei var. hakonensis (Franch. & Sav.) H.Ohba, Rosa onoei var. oligantha (Franch. & Sav.) H.Ohba

## Галерея

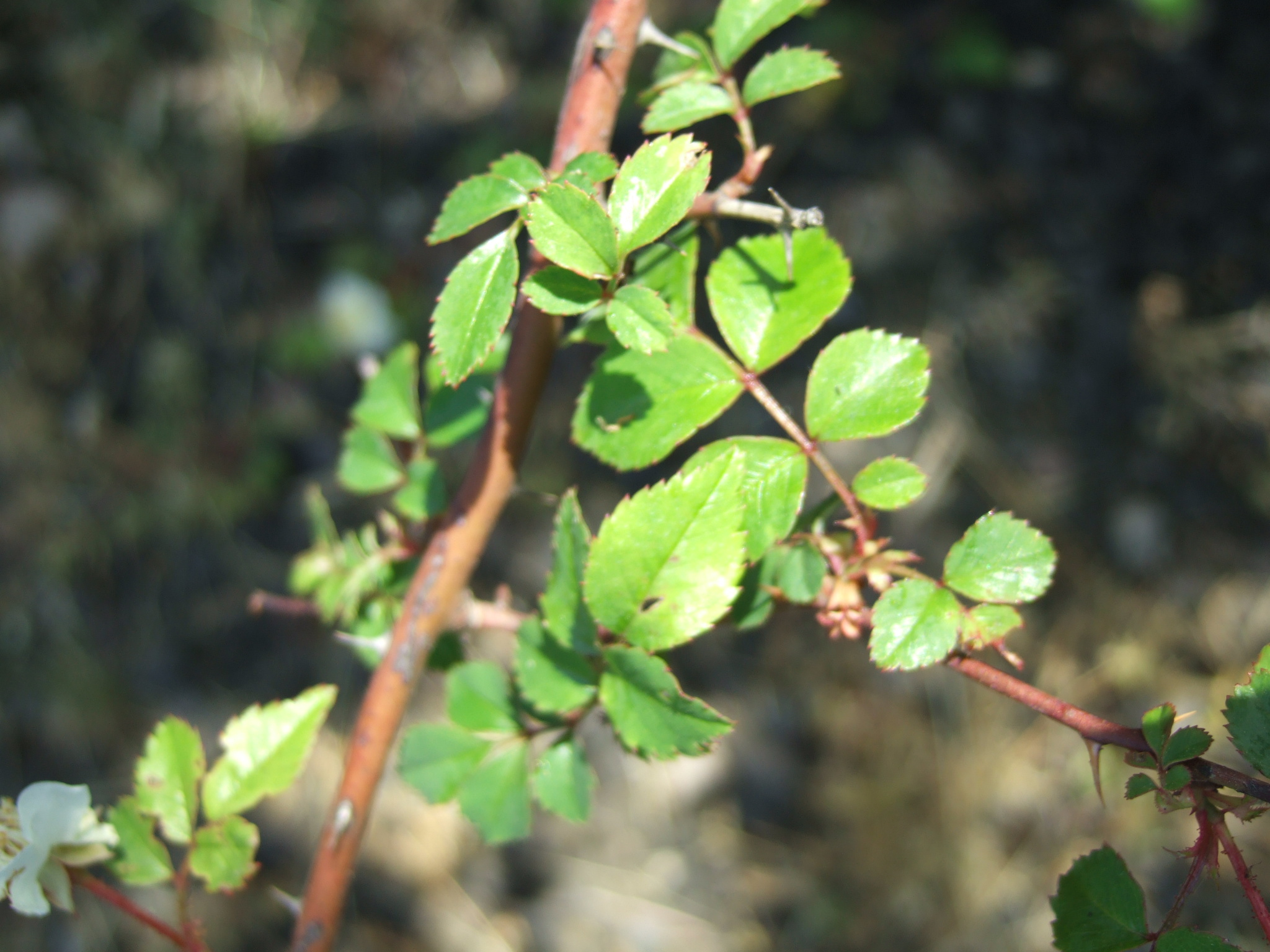
листки (Rosa onoei var. hakonensis)
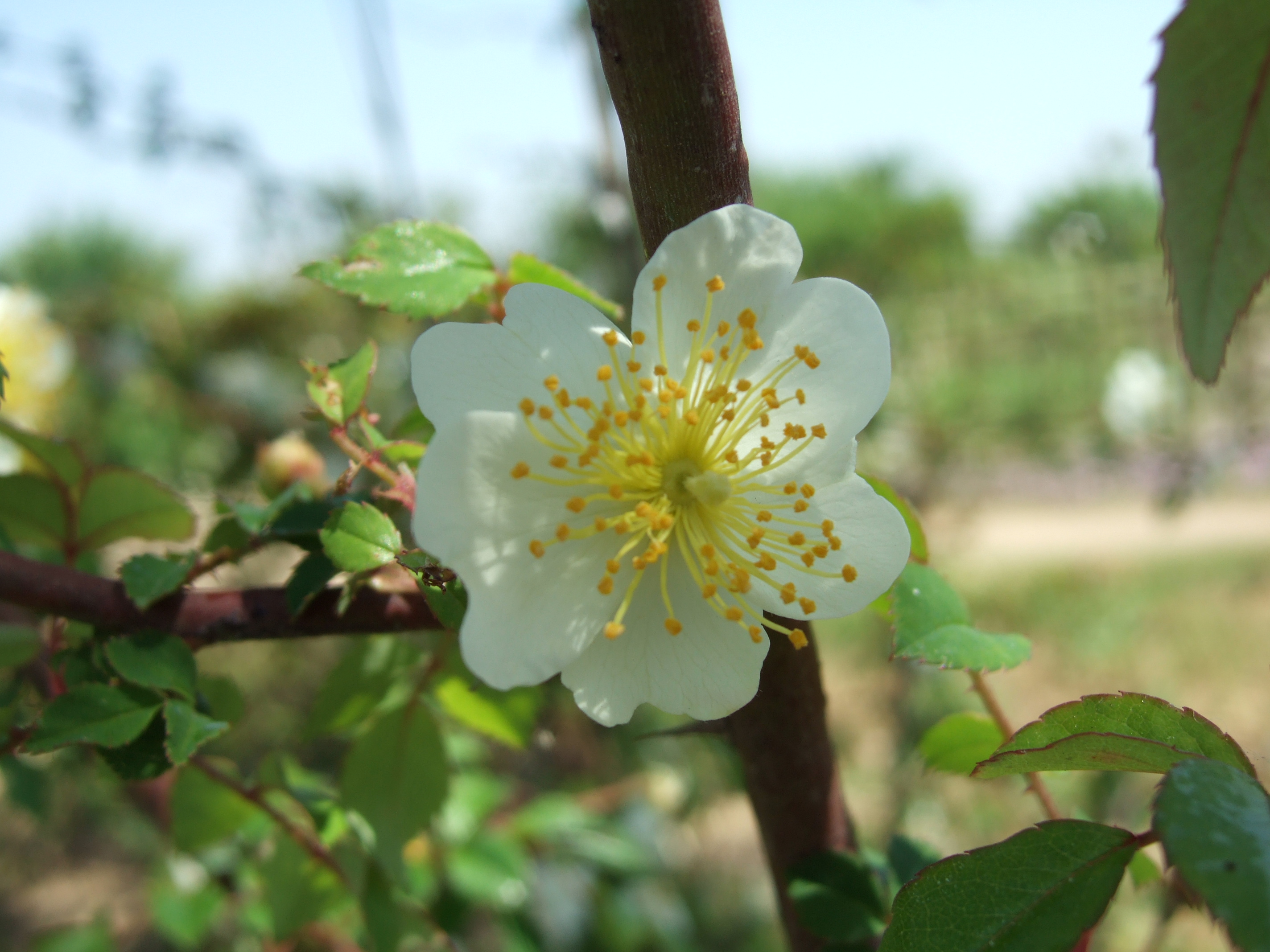
квітка (Rosa onoei var. hakonensis)
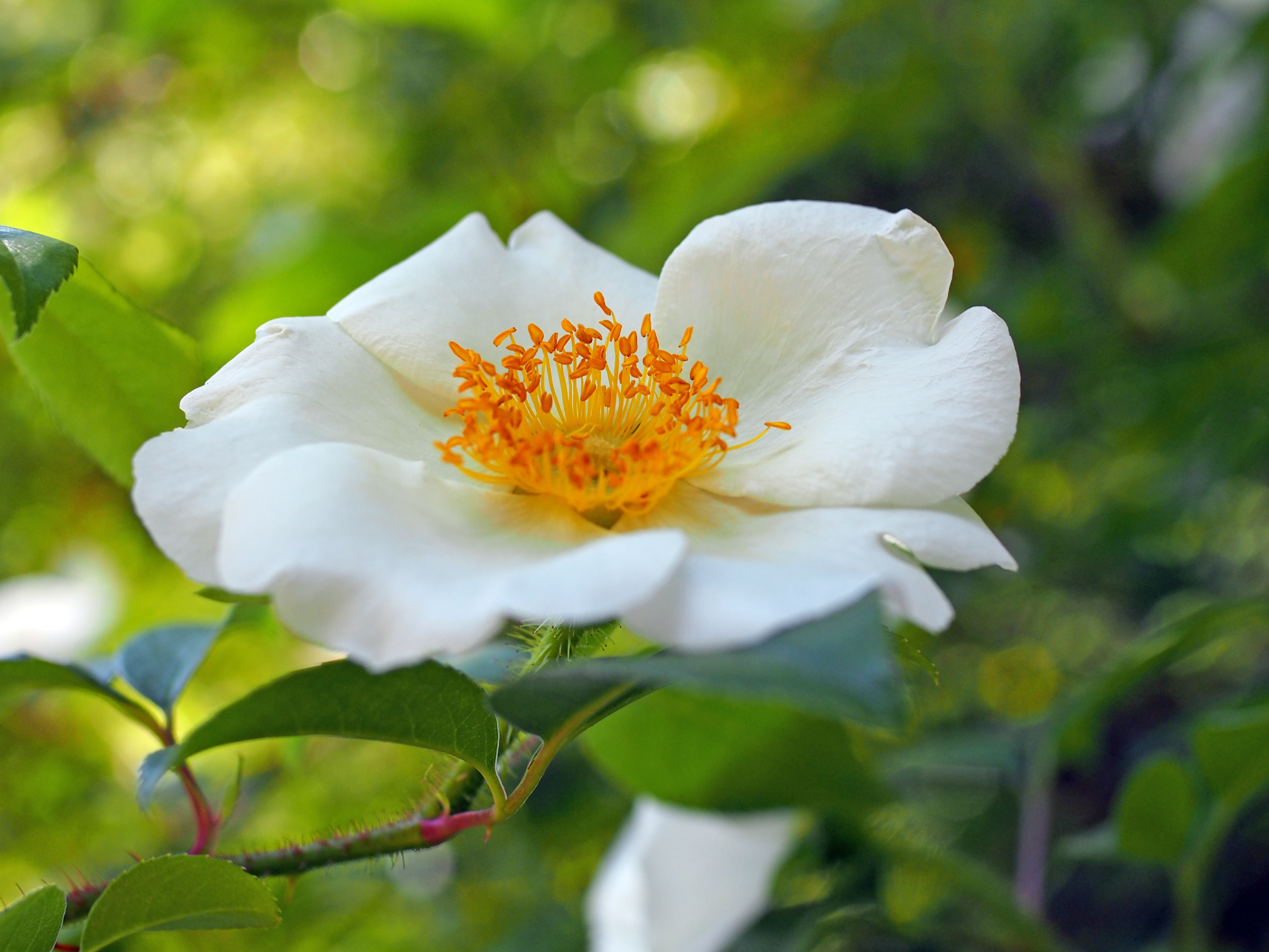
квітка Rosa onoei var. oligantha